# Торсволлур
Торсволлур (фар. Tórsvøllur) — футбольный стадион в городе Торсхавн, Фарерские острова, с 1999 года является домашней ареной сборной Фарерских островов по футболу. Построен в 1999 году вмещает 7 000 зрителей. Название стадиона переводится как «поле Тора», для сравнения: Торсхавн (фарерское произношение Тоусхаун) — «гавань Тора».